# Imagine (песня)
«Imagine» (с англ. — «Представь себе») — песня Джона Леннона из одноимённого альбома 1971 года, в которой автор изложил свои взгляды на то, каким должен быть мир: без материализма, границ, деления на нации и без религии. По словам Леннона, песня «является в сущности Коммунистическим манифестом, хотя он сам не коммунист и не принадлежит ни к какому политическому движению». Незадолго до гибели музыкант дал интервью в котором заявил, что бо́льшая часть текста и концепция песни принадлежит его жене Йоко Оно, в 2017 году она стала её полноправным соавтором.
Леннон и Оно спродюсировали песню вместе с Филом Спектором. Запись началась в мае 1971 года в Титтенхёрст-парке, финальные наложения проходили в нью-йоркской студии Record Plant в июле. В октябре сингл был издан в США, где занял 3-е место в Billboard Hot 100. В 1975 году «Imagine» была выпущена на родине музыканта для продвижения сборника Shaved Fish и достигла 6-й позиции в местном хит-параде. 26 ноября 1980 года, за 12 дней до кончины Леннона, «Imagine» была перевыпущена в Великобритании, возглавив национальный чарт. В тот же день была представлен музыкальный видеоклип на эту композицию, где Леннон играет в очках на фортепиано. Это была последняя съёмка экс-битла. Впоследствии «Imagine» получила статус самого продаваемого сингла музыканта.
По данным BMI «Imagine» является одним из 100 самых ротируемых произведений XX века. В 1999 году она заняла 30-е место в списке 365-ти «Песни века» составленным RIAA, получила премию Зала славы премии «Грэмми» и была включена в список «500 песен, которые сформировали рок-н-ролл». Опрос 2002 года, проведённый в Великобритании под патронажем Книги рекордов Гиннесса, присудил «Imagine» 2-е место среди «Лучших синглов всех времён», а редакция журнала Rolling Stone поставил его на 3-е место в списке «500 величайших песен всех времён» 2004 года. Профессиональное американское издание «Performing Songwriter» в 1981 году провозгласило «Imagine» «лучшей композицией всех времён», в свою очередь британское издание New Musical Express включило данное произведение в свой список «500 величайших песен всех времён», разместив её в нём на 476-й позиции. С 2005 года организаторы новогоднего бала на Таймс-сквер в Нью-Йорке включают её перед началом мероприятия. В 2023 году песня была выбрана Библиотекой Конгресса для сохранения в Национальном реестре звукозаписей США как «культурно, исторически или эстетически значимая».
Тираж «Imagine» в Великобритании составил более 1,7 миллиона копий. Более 200 артистов исполнили или сделали свои кавер-версии на эту песню, в том числе Мадонна, Стиви Уандер, Джоан Баэз, Леди Гага, Элтон Джон, Аврил Лавин, Дайана Росс и группа A Perfect Circle. После того, как «Imagine» прозвучала на церемонии закрытия летних Олимпийских игр 2012 года, песня вновь вернулась в британский хит-парад, добравшись до 18-го места. Хотя композиция вызвала общественную полемику из-за строчки «и религии тоже нет», она стала визитной карточкой Леннона. Как подметил экс-президент США Джимми Картер, «во многих странах по всему миру — мы с женой были почти в 125 — можно услышать песню Джона Леннона „Imagine“ почти так же часто, как национальные гимны».

## Предыстория

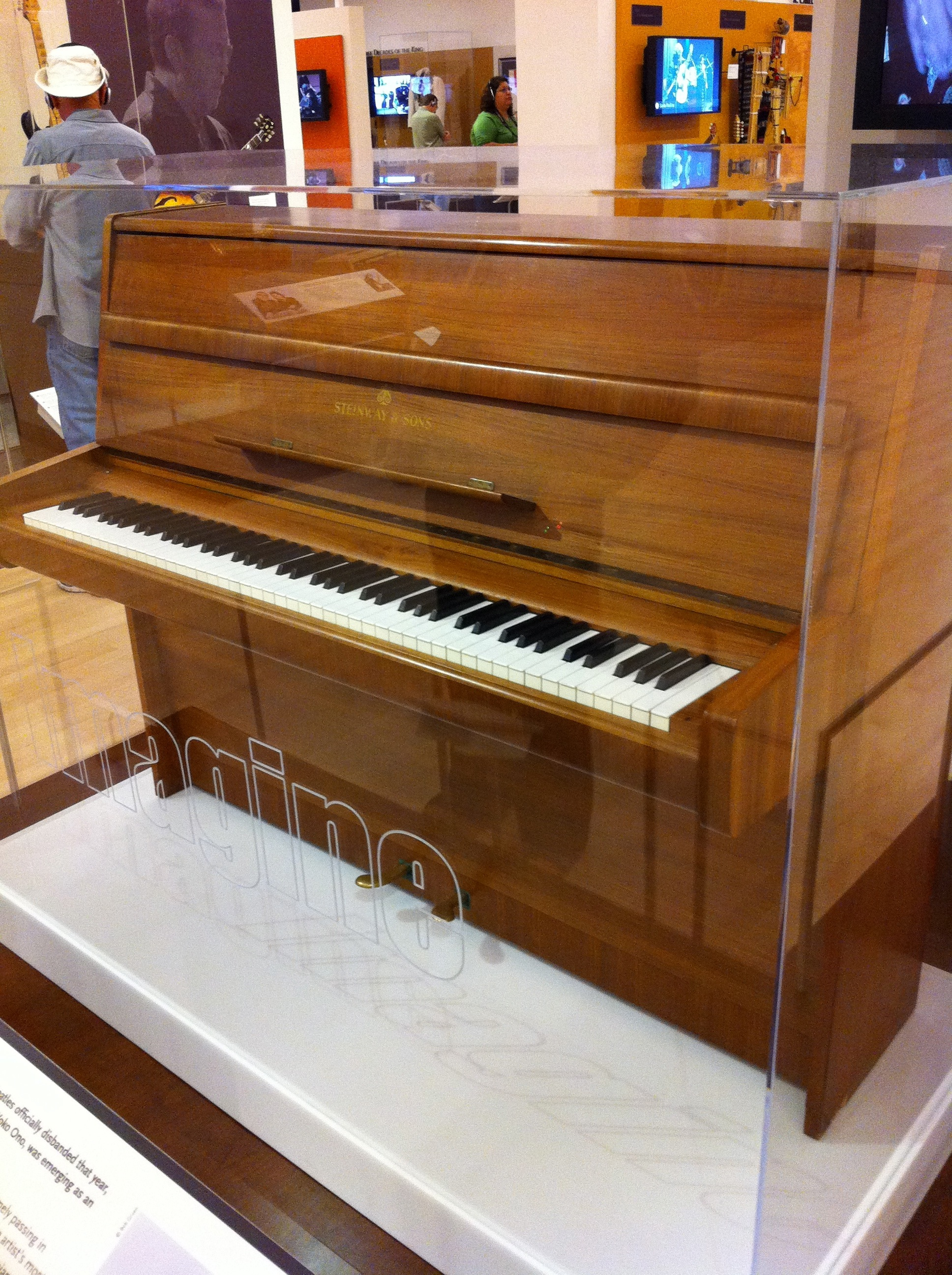
Пианино Леннона Steinway, на котором он написал «Imagine», было куплено певцом Джорджем Майклом в 2000 году с целью сохранить инструмент в Англии

Песня была вдохновлена несколькими короткими стихотворениями из книги Йоко Оно «Грейпфрут» (1964) — в частности, «Cloud Piece», чей текст был напечатан на задней стороне обложки альбома Imagine. В нём была строчка: «Представь себе, как с неба стекает облако. Вырой в саду ямку, чтобы оно там укрылось». Позже Леннон сказал, что композицию следует считать их общим творением: «большая её часть — текст и концепция — появились благодаря Йоко, но в те дни я был малость более эгоистичным, эдаким мачо, и я опустил её вклад, но ноги песни растут именно из „Грейпфрута“». В интервью Дэвиду Шеффу музыкант заявил, что на концепцию «Imagine» его вдохновил христианский молитвенник, подаренный Диком Грегори: 
Это концепт современной позитивной молитвы. […] Если можно представить себе мир без войны, где нет разделения религий, то есть сама религия есть, но нет всего этого: „Мой Бог круче твоего Бога“, — значит такой мир возможен. […] Однажды мне позвонили из „Уорлд Чёрч“ [The World Church] и спросили: „Можно ли нам использовать текст 'Imagine', изменив его на 'Imagine one religion'“. То есть они ничего в ней не поняли. Это ведь разрушает всю идею песни, ту цель, ради которой она написана.
Книга рассказывала о «позитивной молитве» предлагая следующую концепцию: чтобы получить что-то от бога, нужно вначале представить это. Эта идея впечатлила Леннона до глубины души — для достижения хорошего будущего нужно напрячь умственную энергию и визуализировать его. Он успел застать, как в 1980-м эту идею, вначале считавшуюся безумной, приняли все, от представителей бизнеса до звёзд спорта.
Писатель Джон Блейни назвал «Imagine» «гуманистическим пеаном человечеству», отмечая: «Леннон утверждает, что глобальная гармония находится в пределах нашей досягаемости, но только если мы отвергнем механизмы социального контроля, ограничивающие человеческий потенциал». В свою очередь редактор Rolling Stone Дэвид Фрике так прокомментировал текст произведения: «[Леннон] призывает к единству и равенству, построенным на полной ликвидации современных социальных порядков: геополитических границ, организованной религии, [и] общественных классов».
Сам Леннон говорил: «„Imagine“, в которой поётся: „Представь себе, что больше нет религий, нет стран, нет политики“, — это фактически Манифест Коммунистической партии, хотя я ни какой ни коммунист и не принадлежу к какому-либо движению», намекая на «достаточную радикальность» заложенной в ней идеи. В интервью журналу New Musical Express он остановился на этом вопросе более подробно: «Настоящего коммунистического государства в мире нет, это нужно понимать. Социализм, о котором я говорю, это не то, что осуществили какие-то полоумные русские или китайцы. Им это, может быть, и подходит. Мы же должны создать наш, прекрасный британский социализм». По прошествии лет Оно назвала посыл «Imagine» «именно тем, во что верил Джон: что мы все — одна страна, один мир, один народ». В свою очередь редакция Rolling Stone описала текст песни как «22 строчки красиво написанной — и откровенно спетой — веры в силу мира, объединённых целью привести себя в порядок и измениться».
Оригинальный фортепианный мотив, позже названный «Фортепианной пьесой Джона», близкий к финальному варианту, был создан в январе 1969 года во время сессий альбома Let It Be. Леннон закончил «Imagine» в начале 1971 года, однажды утром музицируя на пианино Steinway в спальне своего поместья Титтенхёрст-парк в Аскоте, графство Беркшир. По воспоминаниям Оно, он доделал мелодию, подобрал нужную структуру аккордов и сочинил почти весь текст, буквально за один присест — во время этой небольшой сессии. Песня представляет собой фортепианную балладу в жанре софт-рок, написанную в тональности до мажор. Её 4-тактовое вступление начинается с аккорда C, затем переходит в Cmaj7, после чего звучит аккорд F. Каждое повторение этого паттерна завершается коротким, характерным фортепианным риффом, который хроматически поднимается от A до B. 12-тактовые куплеты также следуют этой последовательности аккордов, причем их последние 4 такта переходят от Am /E к Dm и Dm/C, заканчиваясь G, G11, затем G7, после чего возвращаются к C. 8-тактовые припевы переходят от F к G, затем к C, после чего к Cmaj7 и E, прежде чем закончиться на E7, в последнем такте аккорд C сменяет E7. 4-тактовый финал начинается аккордом F, переходит в G, после чего завершается C. При продолжительности 3 минуты и 3 секунды и классическом размере 4/4 темп песни падает примерно до 75 ударов в минуту.

## Запись и выпуск
Леннон и Оно выступили сопродюсерами «Imagine» (как и одноимённого альбома) вместе с Филом Спектором, который так прокомментировал песню: «Мы знали, чего собираемся добиться… Предполагалось, что Джон сделает политическое заявление, но также и очень коммерческое… Я всегда думал, что „Imagine“ — это что-то вроде национального гимна». Леннон так описал работу над аранжировкой: «Фил не занимается аранжировками или чем-то подобным — [Оно] и Фил просто сидели в другой комнате и выкрикивали комментарии по типу: „Почему бы тебе не попробовать вот это звучание“ или „Ты не слишком хорошо сыграл на пианино“ … Я получал отправную идею и… мы просто пытались найти нужный звук [на её основе]».
Запись песни проходила 27 мая 1971 года в Ascot Sound Studios, домашней студии Леннона в Титтенхёрст-парке (спроектированной незадолго до этого), а добавление струнных инструментов состоялось 4 июля 1971 года в нью-йоркской Record Plant. Работа начиналась поздним утром и заканчивалась ранним вечером, незадолго до ужина. Леннон лично проинструктировал музыкантов — продемонстрировав последовательность аккордов и аранжировку, отрепетировав материал до такой степени, пока не убедился, что аккомпаниаторы готовы к записи. Пытаясь добиться нужного Леннону звучания Спектор сделал несколько отличающихся записей, на которых Джон с Ники Хопкинсом играли в разных октавах на одном и том же инструменте. Первоначально он также предпринимал попытки записать основную партию усадив Леннона за рояль в его особняке (в той самой белой комнате, где позднее снимался клип на эту песню). Однако, посчитав акустику помещения неподходящей, продюсер отказался от этой идеи в пользу превосходно оборудованной студии музыканта. В итоге вся сессия заняла считанные минуты: были записаны три дубля, второй из которых попал в альбом. Помимо самого Леннона, сыгравшего на фортепиано и исполнившего вокал, в работе над песней поучаствовали: Клаус Форман (бас-гитара), Алан Уайт (ударные), а также оркестр под названием The Flux Fiddlers (струнные инструменты). Аранжировка для струнных была написана Торри Зито.
Выпущенная Apple Records (в Соединённых Штатах) в октябре 1971 года, «Imagine» стала самым продаваемым синглом за всю сольную карьеру Леннона. Она достигла 3-го места в чарте Billboard Hot 100 и возглавила национальный хит-парад Канады, продержавшись на вершине в течение двух недель. Несмотря на успех, текст песни вызвал резонанс среди некоторых религиозных групп, особенно строчка: «Представь себе, что рая не существует». Когда Леннона спросили об «Imagine» во время одного из его последних интервью, музыкант сказал, что она не уступает ни одному из лучших его творений, созданных во времена The Beatles. Он так описывал смысл песни и объяснял её коммерческую привлекательность: «Антирелигиозная, антинационалистическая, антитрадиционная, антикапиталистическая, но будучи обернутой в сладкую, сахарную оболочку, она оказалась принятой. Теперь я понимаю, что нужно делать. Приправь свою политическую идею чуть-чуть сахарком, и все сработает». В открытом письме Полу Маккартни, опубликованном в журнале Melody Maker, музыкант заявил, что «„Imagine“ — это „Working Class Hero“, подслащенная для таких консерваторов, как ты». 30 ноября 1971 года одноимённый альбом музыканта занял 1-е место в британском хит-параде. Он стал самым коммерчески успешным и самым высокооценённым критиками альбомом за всю сольную карьеру Леннона.
В начале 1970-х в хит-парадах зазвучала «псевдорелигиозная нота», благодаря таким хитам как «Let It Be» и «Bridge over Troubled Water». Несмотря на то, что Леннон открыто презирал последний лонгплей The Beatles (и его заглавную песню), получилось так, что он сам написал «третий подобный рок-гимн». По словам писателя Пола Дю Нойера, «„Imagine“ — мутная вода, как и отношение Леннона к христианской вере, в которой его воспитали». В детстве он ходил в воскресную школу, начав заниматься музыкой с пения церковных гимнов. Темы, отражённые в «Imagine» — существование всевышнего и так далее — годами не давали ему покоя. Христианский бог — первая философская концепция, с которой он стал бороться, несмотря на то, что впоследствии называл себя «Самым религиозным человеком», хотя и подчёркивал, что только ближе к 1980-м начал понимать, что говорил Иисус Христос. Текст песни призывает слушателя представить мир без ада и рая, а также мир в котором люди живут не ради загробной жизни Религии, как и государства, считаются в ней причиной конфликтов. Дю Нойер считает, что «мы вряд ли можем представить себе себя без всего этого […], но живущими в мировой гармонии». Тем не менее, писатель отмечает, что песня до сих пор трогает за живое представителей разной веры. «Удивительно, но её откровенно светская тематика не мешает современным мыслящим религиозным людям петь её на своих мероприятиях» — заключает он.

## Сопроводительный фильм и переиздания
В 1972 году Леннон и Оно выпустили 81-минутный фильм полностью посвящённый альбому Imagine. Под музыку из пластинки в нём демонстрировались кадры супружеской пары в их особняке, саду, домашней студии звукозаписи, а также в Нью-Йорке. В начале фильма Леннон и Оно идут сквозь густой туман к своему дому, на подходе к которому начинает звучать «Imagine». Над входной дверью висит табличка с надписью «Это не здесь» — название художественной выставки Оно, проходившей в Нью-Йорке. В следующей сцене Леннон сидит за белым роялем в тускло освещенной, полностью белой комнате. Оно постепенно открывает ставни, заполняя помещение ярким светом по мере развития мелодии. В конце песни она садится рядом с мужем за инструмент, они смотрят друг на друга, а затем целуются.
В фильме снялись несколько знаменитостей, в том числе Энди Уорхол, Фред Астер, Джек Пэланс, Дик Кэветт и Джордж Харрисон. Премьера ленты, высмеянной критиками как «самое дорогое домашнее видео всех времён», состоялась в 1972 году для американской публики. В 1986 году Збигнев Рыбчинский снял на эту песню видеоклип, в следующем году он получил награду «Серебряный лев» за лучшее музыкальное видео в Каннах и премию Международного кинофестиваля в Рио.
В 1975 году «Imagine» была перевыпущена в виде сингла для продвижения сборника Shaved Fish в Соединённом Королевстве, достигнув 6-го места в UK Singles Chart. Фотография для его обложки была сделана Мэй Пэнг. После убийства Леннона сингл вернулся в британский чарт, добравшись до его вершины, где оставался в течение четырёх недель — до января 1981 года. В 1988 году песня была переиздана вновь, достигнув 45-й строчки, в 1999 году последовал ещё один релиз, отметившийся на 3-м месте. По состоянию на июнь 2013 года в Великобритании было продано свыше 1,64 миллиона копий «Imagine», что сделало её самым продаваемым синглом Леннона. В 1999 году, в Национальный день поэзии в Соединённом Королевстве, представители Би-би-си объявили, что текст песни «Imagine» был выбран самым любимым среди британцев. В 2003 году песня отметилась на 33-м месте в качестве би-сайда к переизданию сингла «Happy Xmas (War Is Over)».

## Признание и критика
«Из всех песен Леннона, включая битловские, именно „Imagine“, похоже, больше всего почитают. По крайней мере, здесь он превзошёл Пола, который в сольном творчестве не создал ничего сравнимого по популярности с „Yesterday“».

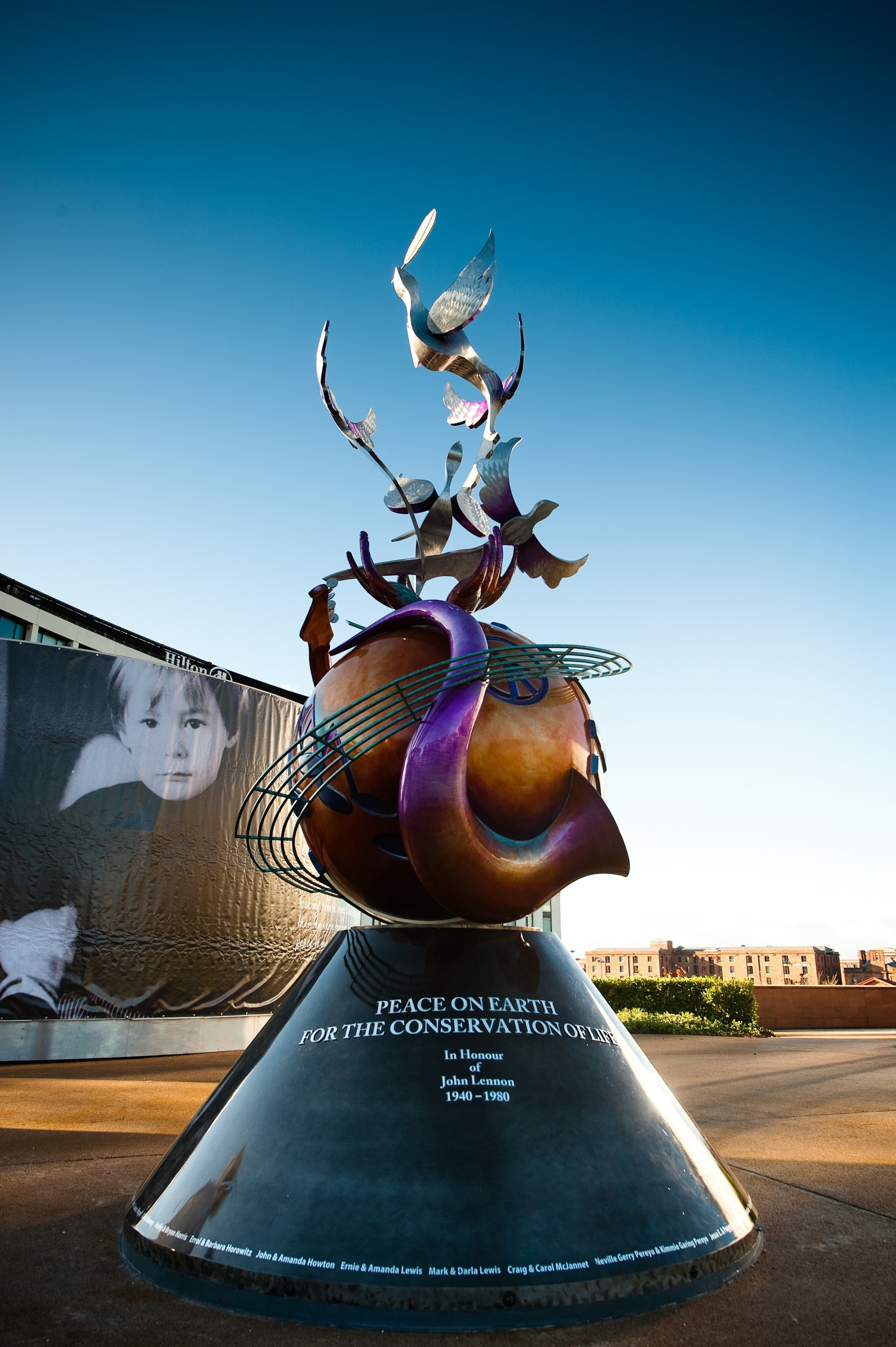
John Lennon Peace Monument

Журнал Rolling Stone назвал «Imagine» «величайшим музыкальным подарком Леннона человечеству», похвалив «безмятежную мелодию; мягкую последовательность аккордов; [и] этот манящий пассаж из четырёх нот». Роберт Кристгау назвал песню «одновременно гимном против войны и признанием в любви к своей жене, прославляющей Йокоизм и Маркузианство». По мнению Record World, это была «возможно, самая красивая композиция [Леннона] на сегодняшний день». В 2017 году Национальная ассоциация музыкальных издателей США наградила «Imagine» премией Centennial Song Award. В 2023 году «Imagine» была выбрана Библиотекой Конгресса для сохранения в Национальном реестре звукозаписей США, а радиостанция «Европа Плюс» начала своё вещание с трансляции этой композиции.
«Imagine» фигурирует во множестве музыкальных опросов и рейтингов, в 1999 году компания BMI назвала её одной из «100 самых ротируемых песен XX-го века». В том же году композиция получила премию «Зала славы Грэмми» и была включена в список «500 песен, которые сформировали рок-н-ролл». В 2000 году «Imagine» заняла 23-е место в списке самых продаваемых синглов в Великобритании, а два года спустя отметилась на 2-й позиции опроса посвящённого лучшим британским синглам — проведённого под патронажем Книги рекордов Гиннесса — уступив лишь «Bohemian Rhapsody» группы Queen. Радиостанция Gold Radio присудила ей 3-е место в списке «1000 величайших хитов» звучавших в её эфире.
Журнал Rolling Stone поставил «Imagine» на 3-е место в своём списке «500 величайших песен всех времён», назвав её «неувядающим гимном утешения и надежды, который помог нам пережить многие глубокие потрясения — от шока вызванного смертью Леннона в 1980 году до неописуемого ужаса случившегося 11 сентября. Сейчас невозможно представить мир без „Imagine“, и мы нуждаемся в ней больше, чем он [Леннон] когда-либо мечтал». Несмотря на столь позитивные мнения, руководство компании Clear Channel Communications (ныне известной как iHeartMedia) включило «Imagine» в печально известный список песен «не рекомендованных к трансляции на территории США» после 11 сентября. Аналогичным образом корпорация Би-би-си убирала из эфира композицию во время войны в Персидском заливе.
1 января 2005 года Канадская телерадиовещательная корпорация назвала «Imagine» величайшей песней за последние 100 лет по результатам голосования слушателей шоу 50 Tracks. «Imagine» заняла 30-е место среди 365 «Песен века» — имеющих наибольшее историческое значение — составленном Ассоциацией звукозаписывающей индустрии Америки. В декабре 2005 года «Imagine» возглавила голосование слушателей Virgin Radio, посвящённое любимым британским песням. 12 сентября 2006 года австралийцы выбрали её величайшей песней всех времён на шоу 20 to One. 11 июля 2009 года более молодая аудитория сети́ Triple J поставила «Imagine» на 11-е место опроса Hottest 100 Of All Time.
Бывший президент США Джимми Картер вспоминал: «Во многих странах мира — мы с женой посетили около 125-ти — можно услышать песню Джона Леннона „Imagine“, почти так же часто, как национальный гимн». В октябре 2010 года, по случаю 70-летнего юбилея музыканта, Ливерпульский певческий хор исполнил «Imagine» вместе с другими его произведениями на открытии Монумент мира имени Джона Леннона в ливерпульском парке Чавасс. Продюсер The Beatles Джордж Мартин тепло отзывался о сольной карьере бывшего битла, особо выделяя эту композицию, называя её своей любимой. В свою очередь писатели Бен Уриш и Кен Билен охарактеризовали её как «самую подрывную поп-песню, достигшую классического статуса». Дэвид Фрике комментировал: «„Imagine“ — это песня с искусным дискутивным элементом, величайшее достижение Леннона, которого он добился одновременно в двух своих ипостасях — исполнителя баллад и агитатора».
Уриш и Билен раскритиковали инструментальную составляющую песни как чрезмерно сентиментальную и мелодраматическую, сравнив её с музыкой предшествующей эпохе рок-н-ролла, а также посетовали на сдержанность вокальной части. По словам Блейни, текст Леннона описывает гипотетические возможности, которые не предлагают практических решений: порой они туманны и противоречивы, призывают слушателя отказаться от политической системы и в то же время поощряют систему, похожую на коммунистическую. Блейни считал, что песня «пронизана противоречиями, её гимноподобная атмосфера коряво сочетается с призывом автора представить мир без религии». Уриш и Билен охарактеризовали «мир мечты» Леннона без рая и ада как призыв «создать лучший мир, на который мы способны прямо сейчас, это всё, что требуется, ничего более». По их мнению, «поскольку нас просят просто представить — сыграть в игру „а что, если“, Леннон всегда может избежать самой резкой критики в свой адрес [выйдя сухим из воды]». В интервью 1981 года Барбаре Уолтерс Ринго Старр встал на сторону бывшего коллеги, заявив: «[Джон] сказал „представьте“, вот и всё. Просто предложил представить это».
Поскольку в «Imagine» Леннон «представлял себе» отсутствие частной собственности и жизнь без материальных благ сидя в «белом музыкальном зале» роскошного английского поместья, его быстро обвинили в лицемерии. Так, Элтон Джон впечатлённый количеством «дорогущего антиквариата, бесценных произведений искусства и дизайнерской одежды», наполняющих жилища рок-звезды-миллионера, отправил ему на день рождения поздравительную открытку с язвительно переделанным припевом: «Представь себе шесть квартир, не так уж трудно это сделать, одна заполнена шубами, другая обувью». Этому мнению вторил писатель Крис Ингэм, а музыкант Элвис Костелло даже посвятил сингл «The Other Side of Summer» (1991), заявив: «Это не пощечина Леннону. Джон написал несколько замечательных песен, но „Imagine“, которая стала чем то вроде священной коровы, одна из его худших работ. Он не продумал её до конца». Некоторые комментаторы утверждали, что Леннон хотел, чтобы текст песни вдохновил слушателей представить, может ли мир обойтись без культуры потребления, а не являлся прямым призывом отказаться от неё. По мнению Блейни: «Леннон прекрасно осознавал, что у него нет конкретных решений, поэтому вместо этого он предлагает мечту, концепцию, на которую можно опираться». Несмотря на все скандалы песня стала классикой «заполнившей вакуум в сознании послевоенного мира», однако отношение к ней автора было иным. Леннон считал своей «самой настоящей работой» пластинку John Lennon/Plastic Ono Band, а «мягкий тон» «Imagine» расценивал как компромисс, практически продажу себя, хотя и подчёркивал, что это было «искреннее заявление».
Штатные сотрудники онлайн-портала Stereogum Тимоти и Элизабет Брейси не включили «Imagine» в число 10 лучших сольных песен Леннона, аргументировав это тем, что «в ней поразительная способность музыканта писать мгновенно запоминающиеся хуки сталкивается с его периодической слабостью перед желанием подискутировать, в результате чего получается песня с отличной мелодией, которой может подпевать каждый, даже несмотря на банальную глупость затрагиваемых в ней тем. Это ещё одно доказательство таланта Леннона как мастера своего дела, но это не обязательно делает „Imagine“ великой или прошедшей проверку временем вне своего классического статуса».
На следующее утро после парижских терактов 2015 года немецкий пианист Давиде Мартелло разместил перед «Батакланом» рояль, где накануне вечером были застрелены 89 зрителей, и прямо на улице исполнил инструментальную версию «Imagine» в память о жертвах нападения. Видео его выступления быстро стало вирусным. Это событие подтолкнуло Кэти Уолдман из Slate написать статью, почему «Imagine» так часто используется после различных трагических событий. Помимо её массовой популярности, журналистка отметила музыкальную простоту композиции, в частности тональность, в которой она исполняется — до мажор, «самую элементарную и наименее сложную тональность, без диезов и бемолей», за исключением одного отрывка с «жалобным мажорным септаккордом, добавляющего немного ми минора в тонику». Эта фортепианная партия, «нежная, как кресло-качалка», лежит в основе текста, который, по словам Уолдман, «принадлежат к традиции гимнов или спиричуэлсов, жанров визуализирующих великолепие загробной жизни, но не пророчествующих о немедленном прекращении страданий на земле». Эта мысль также усиливается контекстом насильственной смерти самого Леннона, «напоминая нам, что вселенная может обрушиться и на людей-идеалистов». В конечном счёте, песня «отражает хрупкость нашей надежды после жестокого или разрушительного события… [но] также показывает её стойкость».

## Концертные исполнения и кавер-версии
Элтон Джон регулярно исполнял эту песню во время своего мирового турне 1980 года, в том числе на бесплатном концерте в Центральном парке, в нескольких кварталах от квартиры Леннона в Дакоте. 9 декабря 1980 года, на следующий день после убийства Леннона, Queen включили «Imagine» в своё выступление на Уэмбли, чтобы почтить память музыканта. В 1983 году Дэвид Боуи исполнил её во время гастрольного тура Serious Moonlight Tour, в третью годовщину смерти Леннона. 9 октября 1990 года более одного миллиарда человек прослушали прямую трансляцию песни в день 50-летия экс-битла. В 1990 году южноафриканский саксофонист Ратау Майк Махалемеле записал кавер-версию композиции для своего EP, наряду с другими произведениями Леннона. Лайза Миннелли включила песню в свой репертуар для серии концертов в Radio City Music Hall, проходивших в 1991-92 годах. Стиви Уандер исполнил «Imagine» вместе с хором колледжа Морхаус во время церемонии закрытия Летних Олимпийских игр 1996 года как дань уважения жертвам взрыва в Олимпийском парке Столетия, а Питер Гэбриел во время церемонии открытия Зимних Олимпийских игр 2006-го. «Imagine» исполнялась в рамках церемонии закрытия Летних Олимпийских игр 2012 года — Молодёжный хор ливерпульской филармонии и Ливерпульский певческий хор спели первый куплет и подпевали Леннону в остальной части песни. В конце церемонии также использовалась кавер-версия Эмели Санде. На волне медийного ажиотажа «Imagine» вернулась в британский чарт, достигнув 18-го места. В 2018 году песня прозвучала на церемонии открытия Зимних Олимпийских игр в Пхенчхане. Композицию также задействовали на Летних Олимпийских играх 2020 года в Токио, её спели несколько артистов символизирующих разные континенты Земли: Анжелика Киджо (Африка), Алехандро Санс (Европа), Джон Ледженд (Америка), Кит Урбан (Океания). Ещё одна, заранее записанная кавер-версия, венчала церемонию открытия Зимних Олимпийских игр 2022 года в Пекине, как проявление традиционной китайской культуры в концепции «Сообщества единой судьбы человечества».

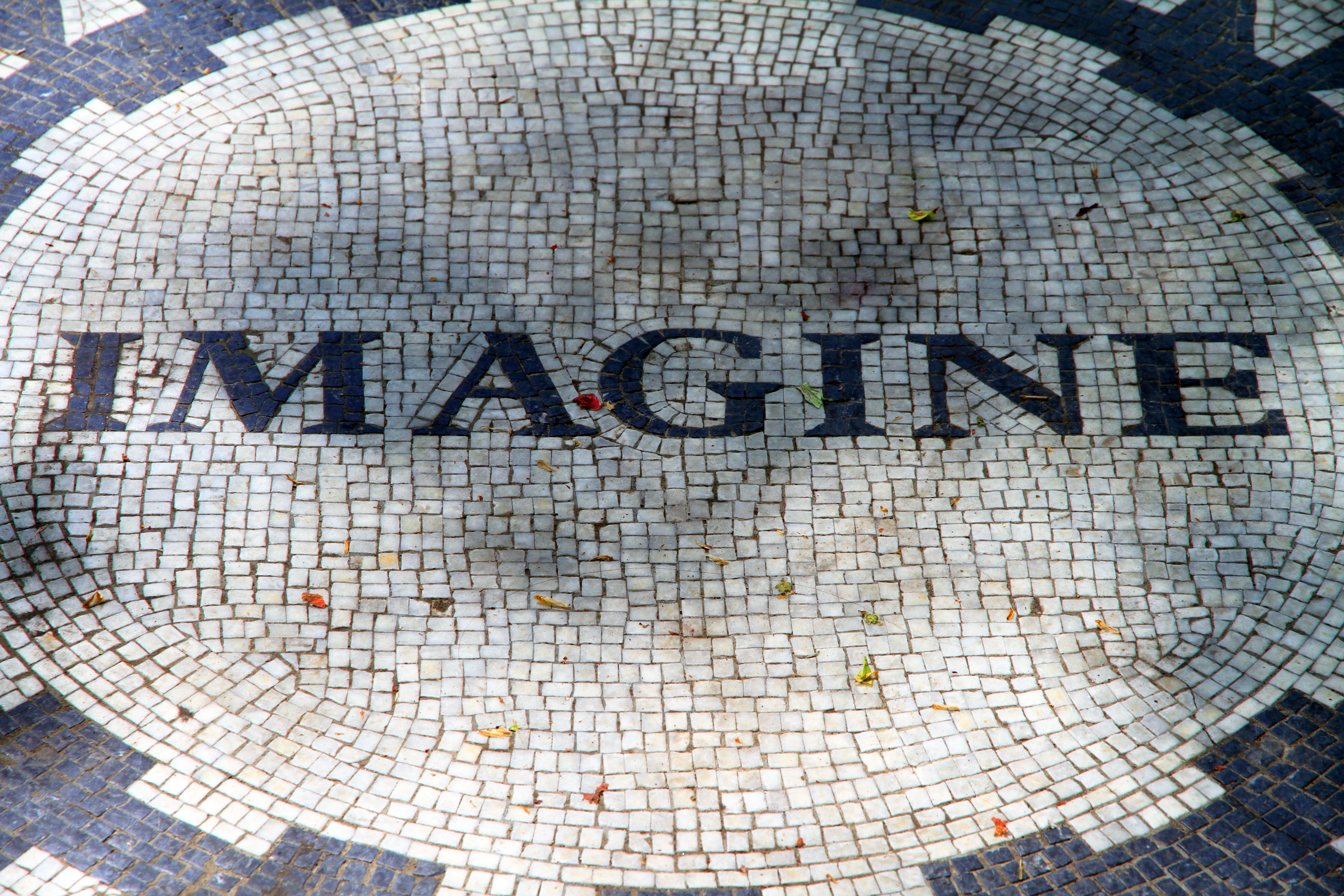
Посвящённый Джону Леннону мемориал Strawberry Fields Memorial в Центральном парке Нью-Йорка с надписью «Imagine» в центре

В 2001 году Нил Янг спел «Imagine» во время благотворительного концерта America: A Tribute to Heroes, а Мадонна — на мероприятии Tsunami Aid: A Concert of Hope шесть лет спустя. В 2010 году «Imagine» была спета группой музыкантов, в число которых вошли: Херби Хэнкок, Пинк, Индиа.Ари, Сил, Konono Nº1, Джефф Бек и Уму Сангаре. Композиция была выпущена в альбоме Хэнкока The Imagine Project и впоследствии стала лауреатом «Грэмми» в категории «Лучшее совместное вокальное поп-исполнение». Песня фигурирует в двух сборниках Рэя Чарльза Ray Charles Sings For America (записана при участии гарлемского хора в 2002 году) и Genius & Friends (2005). Группа A Perfect Circle записала кавер-версию песни «Imagine» и включила его в свой альбом eMOTIVe (2004), который состоит из антивоенных песен различных музыкантов. Композиция была переделана на эолийский лад и, как и остальная часть альбома, характеризуется очень мрачной атмосферой. Кавер-версия была выпущена в качестве сингла 28 сентября 2004 года. Видеоклип на песню, снятый Джеральдом Казале, чередует кадры трагических событий недавней истории с помощью заголовков, изображений и новостных видеороликов со всего мира. Есть также кадры дельфинов, что является отсылкой на роман Дугласа Адамса «Автостопом по галактике», к которому группа посвятит песню «So Long, and Thanks for All the Fish».
Начиная с 2005 года мэрия Нью-Йорка ввела традицию включать «Imagine» перед новогодним балом на Таймс-сквер. Начиная с 2010 года её начали исполнять вживую, для этого приглашались следующие артисты: Тайо Крус, Си Ло Грин (2011), группа Train (2012), Мелисса Этеридж (2013), инди-рокеры O.A.R. (2014), Джесси Джей (2015), Рейчел Платтен (2016), Энди Грэммер (2017), Биби Рекса (2018), поп-панки X Ambassadors (2019), Андра Дей (2020), певица KT Tunstall (2021), Челси Катлер (2022) и Пол Анка (2023). Грин подвергся критике за то, что изменил строчку песни «and no religion too» на «and all religions true», что немедленно вызвало негативную реакцию со стороны фанатов Леннона, которые сочли, что он проявил неуважение к наследию музыканта исковеркав его самое известное творение. Музыкант объяснил смысл фразы тем, что имел в виду «мир, [где вы] могли верить во всё, что хотели». Резонансное событие привлекло внимание средств массовой информации и за пределами США, так британская газета The Guardian напечатала материал в котором отмечала, что «оригинальная строчка Леннона не восхваляла плюрализм или взаимозаменяемые религиозные истины — а, наоборот, проклинала их».
По сей день «Imagine» остаётся популярной среди музыкантов разных жанров и направлений. В 1972 году певица Джоан Баэз перепела её для своего альбома Come from the Shadows. Год спустя последовала версия от Дайаны Росс для её пластинки Touch Me in the Morning. Рок-группа Blues Traveler записала кавер-версию для сборника Working Class Hero: A Tribute to John Lennon, позже Дэйв Мэтьюс исполнил её с ними вживую. В 2002 году американская певица Ева Кэссиди перепела композицию для своего одноимённого диска. Кавер-версия «Imagine» была включена в альбом Долли Партон The Were the Days. Вариант певца Дэвида Арчулета попал в Top-40 чартов Канады и США, в свою очередь кавер-версия итальянца Марко Карты достигла в Top-20 у него на родине, отметившись на 13-м месте. В 2006 году блюзовая певица Этта Джеймс перепела «Imagine» для своего альбома All The Way, год спустя её перепел Джек Джонсон. В 2017 году группа Pentatonix включила кавер песни в свой EP PTX, Vol. IV: Classics. На русском языке песню исполняла рок-группа «Земляне», под названием «Представь себе» (позднее эта версия выходила на множестве официальных и пиратских сборниках группы на CD), а также музыкант Фёдор Чистяков записавший кавер-версию «Представь» для своей пластинки «Песня для друга, который любит рок». В 1991 году Херман Кейн, тогдашний генеральный директор компании Godfather’s Pizza, исполнил пародию на «Imagine» (известную как «Imagine There’s No Pizza») перед пресс-клубом Омахи, которая стала вирусным видео, когда он баллотировался на пост президента Соединённых Штатов годы спустя.
Джош Гробан выступил на концерте по случаю присуждения Нобелевской премии в Осло, исполнив «Imagine» вместе с другими участниками мероприятия. В 2014 году, в рамках празднования 25-летия Конвенции о правах ребёнка, организация ЮНИСЕФ объявила о запуске проекта #IMAGINE a Better World идеей которого была «важность каждого голоса». С предложением о советующей инициативе на мероприятии Генеральной Ассамблеи ООН в Нью-Йорке выступили Йоко Оно, Хью Джекман и группа ABBA. В рамках проекта более чем 100 звёзд, включая музыкантов, актёров, знаменитостей, спортивных деятелей и политиков исполнили композицию «Imagine». С помощью специального приложения присоединиться к флешмобу и спеть свою версию песни мог каждый пользователь iOS. Акция завершилась в конце года — все ролики были объединены в один ремикс французским диджеем Дэвидом Геттой. При создании клипа были использованы все присланные записи.
В 2015 году американская певица Леди Гага исполнила песню на церемонии открытия Европейских игр 2015 года в Баку перед аудиторией в количестве более 70 000 зрителей. В 2018 году Йоко Оно выпустила сольную версию песни, первую с тех пор, как она стала её полноправным соавтором. В 2020 году, во время глобального карантина из-за пандемии COVID-19, актриса Галь Гадот и ряд других знаменитостей исполнили онлайн-версию песни, призванную поднять боевой дух человечества перед лицом глобальной угрозы. Перформанс подвергся резкой критике со стороны пользователей интернета, многие люди восприняли его как безвкусно спетую попытку ободрения со стороны представителей светской прослойки и международной элиты чуждых проблемам простого народа, так как их пандемия практически не коснулась. В июне 2020 года актёр Крис О’Дауд, участвовавший в записи песни, заявил, что критика проекта «оправдана», назвав видео «творческой диареей». В 2022 году, после начала вторжения России на Украину, кавер-версию на песню отца впервые записал Джулиан Леннон, призвав мировых лидеров и всех, кто верит в смысл песни, надежду и мир, встать на защиту беженцев. 16 и 17 мая 2009 года мелодия песни была исполнена на колоколах Ливерпульского кафедрального собора. Пикантность ситуации состоит в том, что песня является антирелигиозной (по утверждению самого Леннона в том числе), и ноты, звучавшие с колоколов церкви, соответствуют фразе «представьте себе, что рая не существует».
Отсылки к «Imagine» фигурирует в нескольких кинокартинах. В «Форресте Гампе» (1994) приводится шуточная версия возникновения её текста путём обмена репликами между Ленноном и главным героем фильма. В документальной ленте Бена Стейна «Вы исключены: Умным здесь не место», в котором режиссёр оспаривает дарвинизм и утверждает, что в основе жизни на Земле лежит теория разумного замысла, используется пятнадцатисекундный отрывок из песни «Imagine» со словами «и религии тоже нет», сопровождающий фотографии Сталина и солдат НОАК. Йоко Оно, не дававшая права на использование композиции, подала иск в суд, однако суд постановил, что фрагмент песни используется в фильме для научной дискуссии.
Помимо этого, название композиции или её текст упоминается на многих монументах посвящённых памяти Джона Леннона. В частности это слово является центром композиции Земляничных полей — секции нью-йоркского Центрального парка, открытой 9 октября 1985 года. В Гаване (Куба) установлена бронзовая скульптура Леннона, у подножья которой высечены слова из песни. Ливерпульский аэропорт назван именем Джона Леннона; его логотип — автопортрет Леннона с надписью: «Аbove us only sky» («Над нами только небо») — цитатой из песни «Imagine». Около Рейкьявика, по инициативе Оно, была сооружена башня Imagine Peace Tower. Название башни и надписи «Imagine peace» на 24 языках — отсылка к песне Imagine.

## Участники записи
- Джон Леннон — вокал, фортепиано
- Клаус Форман — бас-гитара
- Алан Уайт — ударные
- The Flux Fiddlers — струнные

## Позиции в чартах и сертификации
| Чарт (1971—1972 гг.)               | Позиция в чартах |
| ---------------------------------- | ---------------- |
| Australia (Go-Set National Top 40) | 1                |
| Australia (Kent Music Report)      | 1                |
| Бельгия/Фландрия (Ultratop 50)     | 12               |
| Канада (RPM Top Singles)           | 1                |
| Канада (RPM Adult Contemporary)    | 4                |
| Германия (GfK)                     | 18               |
| Japan (Oricon)                     | 14               |
| Нидерланды (Dutch Top 40)          | 6                |
| Нидерланды (Single Top 100)        | 5                |
| Норвегия (VG-lista)                | 6                |
| South Africa (Springbok Radio)     | 1                |
| Швейцария (Schweizer Hitparade)    | 5                |
| US Billboard Hot 100               | 3                |
| US Easy Listening (Billboard)      | 7                |
| US Top Singles (Cash Box)          | 2                |
| US Top Singles (Record World)      | 1                |

| Чарт (1975 г.)                  | Позиция в чартах |
| ------------------------------- | ---------------- |
| Ирландия (IRMA)                 | 1                |
| Швеция (Sverigetopplistan)      | 19               |
| Великобритания (OCC UK Singles) | 6                |

| Чарт (1981 г.)                     | Позиция в чартах |
| ---------------------------------- | ---------------- |
| Australia (Kent Music Report)      | 43               |
| Австрия (Ö3 Austria Top 40)        | 4                |
| Бельгия/Фландрия (Ultratop 50)     | 6                |
| Германия (GfK)                     | 7                |
| Ирландия (IRMA)                    | 1                |
| Нидерланды (Single Top 100)        | 5                |
| Новая Зеландия (Recorded Music NZ) | 23               |
| Норвегия (VG-lista)                | 3                |
| Швейцария (Schweizer Hitparade)    | 2                |
| Великобритания (OCC UK Singles)    | 1                |

| Год       | Чарт (1986—2013 гг.)                  | Позиция в чартах |
| --------- | ------------------------------------- | ---------------- |
| 1986      | US Billboard Top Rock Tracks          | 20               |
| 1988      | Ирландия (IRMA)                       | 29               |
| 1988      | Великобритания (OCC UK Singles)       | 45               |
| 1989      | Австралия (ARIA)                      | 21               |
| 1989      | Нидерланды (Single Top 100)           | 83               |
| 1990      | France (SNEP)                         | 88               |
| 1994      | Франция (SNEP)                        | 9                |
| 1999-2000 | Canada (Canadian Singles Chart)       | 10               |
| 1999-2000 | Ирландия (IRMA)                       | 3                |
| 1999-2000 | Италия (FIMI)                         | 12               |
| 1999-2000 | Нидерланды (Single Top 100)           | 56               |
| 1999-2000 | Испания (PROMUSICAE)                  | 5                |
| 1999-2000 | Великобритания (OCC UK Singles)       | 3                |
| 2007      | Canada (Hot Canadian Digital Singles) | 47               |
| 2007      | Нидерланды (Single Top 100)           | 37               |
| 2007      | Швейцария (Schweizer Hitparade)       | 59               |
| 2007      | Великобритания (OCC UK Singles)       | 75               |
| 2007      | US Billboard Hot Digital Songs        | 47               |
| 2008      | Australia (ARIA)                      | 94               |
| 2010      | Australia (ARIA)                      | 85               |
| 2010      | Австрия (Ö3 Austria Top 40)           | 66               |
| 2010      | Германия (GfK)                        | 94               |
| 2010      | Испания (PROMUSICAE)                  | 49               |
| 2010      | Швеция (Sverigetopplistan)            | 46               |
| 2010      | Швейцария (Schweizer Hitparade)       | 50               |
| 2012      | Испания (PROMUSICAE)                  | 42               |
| 2012      | Великобритания (OCC UK Singles)       | 18               |
| 2013      | Испания (PROMUSICAE)                  | 44               |
| 2015      | Франция (SNEP)                        | 11               |
| 2015      | Нидерланды (Single Top 100)           | 67               |
| 2015      | Испания (PROMUSICAE)                  | 40               |
| 2015      | Швейцария (Schweizer Hitparade)       | 61               |
| 2016      | Франция (SNEP)                        | 169              |

| Чарт (1971 г.)               | Позиция |
| ---------------------------- | ------- |
| Canada Top Singles (RPM)     | 15      |
| Netherlands (Dutch Top 40)   | 67      |
| Netherlands (Single Top 100) | 82      |

| Чарт (1972 г.)                 | Позиция |
| ------------------------------ | ------- |
| Australia (Kent Music Report)  | 19      |
| Japan (Oricon)                 | 98      |
| South Africa (Springbok Radio) | 5       |

| Чарт (1981 г.)                 | Позиция |
| ------------------------------ | ------- |
| Belgium (Ultratop 50 Flanders) | 86      |
| Netherlands (Dutch Top 40)     | 70      |
| Netherlands (Single Top 100)   | 73      |

| Чарт (1999 г.)   | Позиция |
| ---------------- | ------- |
| UK Singles (OCC) | 65      |

| Чарт (1980—1989 гг.) | Позиция |
| -------------------- | ------- |
| UK Singles (OCC)     | 25      |

| Чарт (1952—2013 гг.) | Позиция |
| -------------------- | ------- |
| UK Singles (OCC)     | 19      |

| Регион                                                                      | Сертификация  | Продажи   |
| --------------------------------------------------------------------------- | ------------- | --------- |
| Дания (IFPI Danmark)                                                        | Золотой       | 45 000    |
| Италия (FIMI) · sales since 2009                                            | Платиновый    | 50 000    |
| Japan (Oricon Charts)                                                       | —             | 118,000   |
| Великобритания (BPI)                                                        | Платиновый    | 1,714,351 |
| США (RIAA)                                                                  | 3× Платиновый | 3 000 000 |
| Данные о продажах + прослушиваниях приведены только на основе сертификации. |               |           |